# Asahi geinō
Asahi geinō (アサヒ芸能), surnommé Asagei (アサ芸), est un hebdomadaire japonais publié par l'éditeur Tokuma Shoten, spécialisé dans les informations à sensation et les scandales, à l'attention d'un public adulte masculin. Il est créé en 1946 sous le titre Shūkan Asahi geinō shinbun (週刊アサヒ芸能新聞), avant de prendre sa forme actuelle 10 ans plus tard ; à cette occasion y débute la publication du manga Sennin Buraku (en) qui dure encore plus de 50 ans plus tard, un record pour une série de ce type par un même artiste. 